# Клаудиус, Вильгельм
Вильгельм Людвиг Генрих Клаудиус (нем. Wilhelm Ludwig Heinrich Claudius;13 апреля 1854, Альтона — 25 сентября 1942, Дрезден) — немецкий живописец, рисовальщик, иллюстратор. Как живописец работал под влиянием французского импрессионизма. Член колонии художников Гоппельн близ Дрездена.

## Биография
Вильгельм Клаудиус был двоюродным племянником немецкого писателя Маттиаса Клаудиуса. Наряду с Людвигом Рихтером он был интеллектуальным примером для молодого художника. С 1879 года Вильгельм жил в Дрездене, был членом колонии художников Гоппельн и одним из самых востребованных иллюстраторов конца XIX века. В то время у него была студия на Резиденцштрассе 20 в районе Дрезден-Штрелен. В 1884—1885 годах он работал вместе с дрезденским художником Карлом Банцером. Вдвоём они посетили Нидервальгерн в Швальме. Некоторое время Клаудиус был членом колонии художников Виллинсгаузена.
В колонии художников Гоппельн близ Дрездена Клаудиус подружился с известными живописцами, такими как Готтхардт Кюль, Роберт Штерль, Макс Пичман, Саша Шнайдер, Ганс Унгер, Георг Мюллер-Бреслау, Отто Фишер, Эмиль Фойгтлендер-Тецнер, Вальтер Безиг, Герман Гаттикер, Оскар Крузе и Макс Зелигер. Позднее в Гоппельне некоторое время работали художники группы «Мост»: Эрнст Людвиг Кирхнер и Макс Пехштейн. Клаудиус вёл переписку, используя листы бумаги и конверты, которые оформлял собственными иллюстрациями.